# Novocrania altivertex
Novocrania altivertex är en armfotingsart som beskrevs av Zezina 1990. Novocrania altivertex ingår i släktet Novocrania och familjen Craniidae. Inga underarter finns listade i Catalogue of Life.